# Junonia subvirilis
Junonia subvirilis är en fjärilsart som beskrevs av Embrik Strand 1912. Junonia subvirilis ingår i släktet Junonia och familjen praktfjärilar. Inga underarter finns listade i Catalogue of Life.